# Eriphioides ecuadoriensis
Eriphioides ecuadoriensis är en fjärilsart som beskrevs av Max Wilhelm Karl Draudt 1915. Eriphioides ecuadoriensis ingår i släktet Eriphioides och familjen björnspinnare. Inga underarter finns listade i Catalogue of Life.